# فيليب فان دورين ستيرن
فيليب فـان دورين ستيرن (بالإنجليزية: Philip Van Doren Stern)‏ هو مؤرخ وكاتب سيناريو وكاتب أمريكي، ولد في 10 سبتمبر 1900 في ويالوسينغ في الولايات المتحدة، وتوفي في 31 يوليو 1984 في ساراسوتا في الولايات المتحدة.

## وصلات خارجية
- فيليب فـان دورين ستيرن على موقع IMDb (الإنجليزية)
- فيليب فـان دورين ستيرن على موقع قاعدة بيانات برودواي على الإنترنت (الإنجليزية)
- فيليب فـان دورين ستيرن على موقع إن إن دي بي (الإنجليزية)
- فيليب فـان دورين ستيرن على موقع قاعدة بيانات الفيلم (الإنجليزية)